# Kitakanbara, Niigata
Kitakanbara (北蒲原郡 Kitakanbara-gun) là huyện thuộc tỉnh Niigata, Nhật Bản. Tính đến ngày 1 tháng 10 năm 2020, dân số ước tính của huyện là 14.259 người và mật độ dân số là 380 người/km2. Tổng diện tích của huyện là 37,58 km2.